# 벵에돔속
벵에돔속(Girella)은 황줄깜정이과의 하위 속의 하나이다. 대부분 태평양에서 살지만 인도양, 대서양에서도 존재한다.

## 하위 종
현재 이 속에서 18종이 인정되었다.
- G. albostriata Steindachner, 1898
- G. cyanea W. J. Macleay, 1881
- G. elevata W. J. Macleay, 1881
- G. feliciana H. W. Clark, 1938
- G. fimbriata (McCulloch, 1920)
- G. freminvillii (Valenciennes, 1846)
- G. laevifrons (Tschudi, 1846)
- 긴꼬리벵에돔 (G. leonina) (J. Richardson, 1846)
- 양벵에돔 (G. mezina) D. S. Jordan & Starks, 1907
- G. nebulosa Kendall & Radcliffe, 1912
- G. nigricans (Ayres, 1860)
- 벵에돔 (G. punctata)J. E. Gray, 1835
- G. simplicidens R. C. Osburn & Nichols, 1916
- G. stuebeli Troschel, 1866
- G. tephraeops (J. Richardson, 1846)
- G. tricuspidata (Quoy & Gaimard, 1824)
- G. zebra (J. Richardson, 1846)
- G. zonata Günther, 1859